# الدوري السلوفيني لكرة القدم 1976–77
الدوري السلوفيني لكرة القدم 1976–77 هو موسم من الدوري السلوفيني لكرة القدم ‏. فاز فيه نادي رودار فيلينيه.